# Daiva Žebelienė
Daiva Žebelienė (*  15. September 1968 in Šilutė) ist eine litauische Politikerin, seit November 2024 Mitglied des Seimas, ehemalige Bürgermeisterin der Rajongemeinde Šilutė.

## Leben
Nach dem Abitur an der 3. Mittelschule Šilutė absolvierte Daiva Žebelienė 1989 die Pädagogische Schule in der litauischen Hafenstadt Klaipėda und 1994 das Diplomstudium der Grundschulpädagogik am Pädagogischen Institut in Šiauliai. Von 1998 bis 2011 und von 2014 bis 2021 leitete sie das Unternehmen UAB „Toluta“ als Direktorin. Von 2011 bis 2021 war sie Mitglied im Rat von Šilutė, von 2012 bis 2013 Bürgermeisterin und von 2023 bis 2024 Vizebürgermeisterin der Rajongemeinde. In der Parlamentswahl in Litauen 2024 wurde sie ins 14. Seimas ausgewählt.
Daiva Žebelienė war Mitglied von Tvarka ir teisingumas, LSDP. Seit 2023 ist sie stellv. Vorsitzende von „Nemuno aušra“.
Sie ist verheiratet und hat drei Söhne.